# Лаван
Лаван-арамеец (ивр. לָבָן‎, букв. «белый») — персонаж ветхозаветной книги Бытия: сын Вафуила (евр. Бетуэль), сына Нахора; брат Ревекки, жены Исаака; отец Лии и Рахили, жён патриарха Иакова (то есть его тесть).
Лаван был скотоводом, владельцем стад мелкого рогатого скота. У него находит убежище его племянник Иаков (сын Исаака и Ревекки), спасающийся от преследования своего брата Исава.
Лаван выдал за Иакова сначала свою старшую дочь Лию, а затем и младшую — Рахиль. Впоследствии между домом Лавана и разросшимся семейством Иакова возникли раздоры, и Иаков принуждён был со всей своей семьёй и добром бежать от Лавана. Последний пустился за ним в погоню и нагнал его у места, которое после того получило название Галаад (Галь-Эд; «скала-свидетель»), так как здесь противники заключили между собой мирный договор (Быт. 31:21—48).